# Holomitrium nitidum
Holomitrium nitidum är en bladmossart som beskrevs av Theodor Carl Karl Julius Herzog 1924. Holomitrium nitidum ingår i släktet Holomitrium och familjen Dicranaceae. Inga underarter finns listade i Catalogue of Life.